# Machagai
Machagai é uma cidade da Argentina, localizada na província de Chaco.